# Wolfgang Sprißler
Wolfgang Sprißler (* 3. Dezember 1945 in Tübingen) ist ein deutscher Bankmanager.

## Leben

### Ausbildung
Von 1966 bis 1971 studierte Sprißler BWL an der Universität Mannheim. 1976 promovierte er an der Universität München zum Dr. rer. pol.

### Karriere
Nach seiner Promotion arbeitete Sprißler in verschiedenen Abteilungen der Bayerischen Vereinsbank AG in München. 1996 wurde er von Albrecht Schmidt zum Finanzvorstand berufen. 2006 wurde er Vorstandssprecher der fusionierten HVB. Dieses Amt übernahm 2009 Theodor Weimer.